# Louis Dollot
Louis Dollot (1915-1997) est un diplomate et un homme de lettres français.

## Biographie
Fils de René Dollot, ministre plénipotentiaire, et de Renée de Jouffroy d'Abbans, il est né le 26 novembre 1915 à Paris. Docteur en droit, Diplômé de l'École libre des sciences politiques, Licencié ès lettres. Il commence sa carrière diplomatique comme Consul de France à Melilla, en 1945, puis à Johannesbourg, en 1949. Il est nommé premier secrétaire en Turquie en 1951.
Au Quai d'Orsay, il travaille successivement à la direction politique, en 1954, à la direction des affaires culturelles et techniques (1958), à la direction des affaires économiques en 1960.
Il part pour l'Australie en 1967, où il sera conseiller d'ambassade jusqu'en 1970. Premier conseiller en Belgique entre 1971 et 1974, il fut ensuite nommé ambassadeur de France au Liberia entre 1975 et 1980, époque trouble pour le pays.
Tout au long de sa carrière diplomatique il n'aura de cesse de dresser des tableaux ou de rapporter l'histoire des pays où il se trouvera en mission. Histoire et Culture sont au centre de son œuvre d'écrivain. Il écrivit notamment dans la Revue de Paris, dans Ecclésia, dans la Revue d'histoire diplomatique, et régulièrement jusqu'aux années 1980 dans la revue Historia.
Mort le 31 janvier 1997, à Castelmoron-sur-Lot (Lot-et-Garonne), il est enterré à Sainte-Livrade-sur-Lot.

## Œuvres
- La question des privilèges dans la seconde moitié du XVIIIe siècle, Pédone, prix de l'Académie française (1943)
- Les Migrations humaines, PUF (1946)
- coll. « Que sais-je ? », no 307: Histoire diplomatique (1814-1914), Paris, PUF, édition 1948.
- Les Cardinaux Ministres sous la Monarchie française, éd. Dominique Wapler (1952)

- Prix Thérouanne 1953 de l'Académie française
- La Turquie vivante (1957)

- Prix du Docteur Binet-Sanglé 1958 de l'Académie française
- La France dans le Monde actuel, PUF, coll. « Que sais-je ? » (1960)
- Les Relations culturelles internationales (1964)

- Prix Ferrières 1965 de l'Académie française
- Culture individuelle et Culture de masse, PUF, coll. « Que sais-je ? » (1974)
- Le Libéria, PUF, coll. « Que sais-je ? » (1981)
- Folles ou sages, les abbesses de l'ancienne France : 1589-1789 - Paris : Librairie académique Perrin, 1987. - 331 p. : ill. ; 20 cm.